# Muntele Wrangell
Muntele Wrangell (Mount Wrangell) este un vulcan situat în regiunea de sud din statul Alaska, SUA nu departe de teritoriul Yukon din Canada. Muntele are altitudinea de 4.317 m deasupra n.m. fiind amplasat în masivul Wrangell Mountains. Mount Wrangell este singurul vulcan din lanțul muntos Wrangell, vulcanul a erupt pentru ultima oară în 1930, de atunci el emană căldură geotermică. Din anul 1950 temperatura din regiunea vulcanului a început să crească ceace a dus la presupunerea unei erupții apropiate.